# 장군 보광사 독성도
장군 보광사 독성도(將軍 普光寺 獨聖圖)는 세종특별자치시 장군면, 보광사에 있는 일제강점기에 만들어진 독성도이다. 2014년 6월 30일 세종특별자치시의 문화재자료 제12호로 지정되었다.

## 개요
193년에 조성된 보광사 독성도는 시기적으로 20세기 전반에 조성된 많은 독성도 중 한 점에 불과하지만 조선 후기 불화의 전통을 계승한 이 시기의 독성도와는 차별되는 근대적인 새로운 표현 요소들이 접목되어 있다. 불교의 전통적인 주제에 근대에 유입된 서구의 회화기법을 이용하여 화면을 구성하고 존상을 묘사한 작품으로 제작 시기는 늦은 편이지만 20세기 전반 불교회화에 나타나는 전통과 신문물의 접목을 볼 수 있는 예로서 가치가 있는 작품이다.

## 같이 보기
- 보광사

## 참고 자료
- 장군 보광사 독성도 - 국가유산청 국가유산포털